# Patrington
Patrington är en by och en civil parish i East Riding of Yorkshire distrikt i Storbritannien. Den ligger i kommunen East Riding of Yorkshire och riksdelen England, i den sydöstra delen av landet, 240 km norr om huvudstaden London. Orten har 1 949 invånare (2001). Byn nämndes i Domedagsboken (Domesday Book) år 1086, och kallades då Patrictone.